# Funkcje termodynamiczne reakcji chemicznej
Funkcje termodynamiczne reakcji chemicznej – wartości zmian termodynamicznych funkcji stanu (np. Δh, Δg), które następują w układzie, w którym zachodzi reakcja, przy czym liczba postępu tej reakcji jest równa jedności {\displaystyle (\lambda =1).} Wartości termodynamicznych funkcji reakcji wskazują, czy może ona zachodzić jako proces samorzutny (decydują o powinowactwie chemicznym) i są związane z ciepłem reakcji i wykonywaną pracą.

## Liczba postępu reakcji
Liczba postępu reakcji {\displaystyle (\lambda ),} została zdefiniowana przez Théophila de Dondera w 1920 roku jako:
{\displaystyle \lambda ={\frac {n_{zi}}{\nu _{i}}}.}
Wartość {\displaystyle \lambda =1,} gdy liczby moli {\displaystyle (n_{zi})} powstałych produktów oraz liczby moli zużytych substratów są równe odpowiednim współczynnikom stechiometrycznym {\displaystyle (\nu _{i})} w równaniu reakcji.

## Przykłady funkcji termodynamicznych reakcji
Spośród funkcji termodynamicznych reakcji w termodynamice chemicznej najczęściej są stosowane wartości zmian {\displaystyle (\Delta )} potencjałów termodynamicznych, np.:
- entalpia reakcji {\displaystyle (\Delta h)} (zobacz też ciepło reakcji) pod stałym ciśnieniem:

{\displaystyle \Delta h_{p,T}=\left({\frac {\partial h}{\partial \lambda }}\right)_{p,T}=\Delta h=\sum {\nu _{i,prod}H_{i,prod}}-\sum {\nu _{i,subs}H_{i,subs}}}
- entalpia swobodna reakcji {\displaystyle (\Delta g)}

{\displaystyle \Delta g_{p,T}=\left({\frac {\partial g}{\partial \lambda }}\right)_{p,T}=\Delta g=\sum {\nu _{i,prod}G_{i,prod}}-\sum {\ nu_{i,subs}G_{i,subs}}}
- energia swobodna reakcji {\displaystyle (\Delta f)}

{\displaystyle \Delta f_{v,T}=\left({\frac {\partial f}{\partial \lambda }}\right)_{v,T}=\Delta f_{v,T}=\sum {\nu _{i,prod}F_{i,prod}}-\sum {\nu _{i,subs}F_{i,subs}}}
Różne termodynamiczne funkcje reakcji są powiązane tymi samymi zależnościami, które są wyznaczone dla poszczególnych funkcji stanu układów, w których reakcja nie zachodzi, np.: równania Gibbsa-Helmholtza:
- energia swobodna i entalpia swobodna układu:

{\displaystyle f=u-Ts=u+T\left({\frac {\partial f}{\partial T}}\right)_{v}}
{\displaystyle g=h-Ts=g\left({\frac {\partial g}{\partial T}}\right)_{p}}
- energia swobodna reakcji i entapia swobodna reakcji:

{\displaystyle \Delta f=\Delta u+T\left({\frac {\partial \Delta f}{\partial T}}\right)_{v}}
{\displaystyle \Delta g=\Delta h+T\left({\frac {\partial \Delta g}{\partial T}}\right)_{p}}

## Przykłady zastosowań funkcji termodynamicznych reakcji
Termodynamiczne funkcje reakcji są wykorzystywane w takich równaniach, fundamentalnych dla termodynamiki chemicznej, jak np.:
- prawo Kirchhoffa, zależność ciepła reakcji od temperatury (zastosowanie pojemności cieplnej reakcji) (np. {\displaystyle \Delta C_{p},} {\displaystyle \Delta C_{v}}) do obliczeń[7][8]:

{\displaystyle \Delta h^{\ominus }(T_{2})=\Delta h^{\ominus }(T_{1})+\int \limits _{T_{1}}^{T_{2}}\Delta C_{p}^{\ominus }dT}
gdzie:
{\displaystyle C_{p,i}=\alpha _{i}+\beta _{i}+\gamma _{i}+\dots }
{\displaystyle \Delta C_{p}^{\ominus }=\Delta \alpha +\Delta \beta T+\Delta \gamma T+\dots }
{\displaystyle \Delta \alpha =\sum \nu _{i,prod}\alpha _{i,prod}-\sum n_{i,subs}\alpha _{i,subs}}
{\displaystyle \Delta \beta =\sum \nu _{i,prod}\beta _{i,prod}-\sum \nu _{i,subs}\beta _{i,subs}}
{\displaystyle \Delta \gamma =\sum \nu _{i,prod}\gamma _{i,prod}-\sum \nu _{i,subs}\gamma _{i,subs}}
- Izoterma reakcji van ’t Hoffa, wiążąca powinowactwo chemiczne ze stałą równowagi {\displaystyle (K)} i stężeniami (aktywnościami) reagentów:

{\displaystyle \Delta g=RT\ln \left({\frac {\Pi a_{i,prod}^{\nu _{i}}}{\Pi a_{i,sub}^{\nu _{i}}}}-\ln K_{a}\right)}
- równania van ’t Hoffa, wiążące powinowactwo chemiczne ze stałą równowagi reakcji, umożliwiające obliczenia przesunięć stanu równowagi pod wpływem zmian ciśnienia i temperatury:

– izobary van ’t Hoffa:
{\displaystyle \left({\frac {\partial \ln K}{\partial T}}\right)_{p}={\frac {\Delta h^{\ominus }}{RT^{2}}}}
– izochory van ’t Hoffa:
{\displaystyle \left({\frac {\partial \ln K}{\partial T}}\right)_{v}={\frac {\Delta u^{\ominus }}{RT^{2}}}}
gdzie: {\displaystyle \Delta h^{\ominus },} {\displaystyle \Delta u^{\ominus }} – standardowa entalpia i energia wewnętrzna reakcji (wyznaczona dla {\displaystyle a_{i}=1})
- izoterma Plancka i van Laara[9]

{\displaystyle \left({\frac {\partial \ln K}{\partial p}}\right)_{T}={\frac {\Delta v^{\ominus }}{RT}}}
gdzie: {\displaystyle \Delta v^{\ominus }} – standardowa zmiana objętości reagentów (wyznaczona dla {\displaystyle a_{i}=1})